# Lacó (fill de Làpat)
Lacó (en grec antic Λακων, Lacon), segons la mitologia grega, va ser un heroi grec, fill de Làpat, rei del Peloponès. A ell i al seu germà Aqueu el seu pare els repartí el reialme. Lacó va rebre la Lacònia, i se'n considera epònim, i Aqueu l'Acaia, que també va rebre el nom pel seu rei. Un descendent de Lacó, després de moltes generacions va ser el rei Tespi.